# Peter Pig
Ne doit pas être confondu avec Porky Pig.
Peter Pig (parfois traduit Pierre le Cochon) est un personnage de fiction, présent dans certaines productions des studios Disney. C'est un cochon qui apparaît aux côtés de Donald Duck dans Une petite poule avisée (9 juin 1934),. Il est l'ami de ce canard qui aura une carrière bien plus importante que lui.
La carrière cinématographoie de Peter Pig est très courte. Il apparaît dans un autre court métrage de Disney, La Fanfare (1935), dans lequel joue de la trompette au côté d'un autre cochon, Paddy Pig jouant lui du tuba.
Sa carrière en bande dessinée n'est pas beaucoup plus longue. Après la version papier de Une petite poule avisée, il est surtout utilisé par l'auteur italien Federico Pedrocchi, premier auteur de l'univers de Donald Duck qui trouve en Peter Pig un comparse pour Donald avant l'arrivée des trois neveux du canard, Riri, Fifi et Loulou. L'arrivée de cette famille mettra un terme aux apparitions de Peter Pig.
D'après un communiqué de presse des studios Disney, Peter Pig serait le cousin des trois petits cochons.
Le personnage est toutefois réapparu en 1988 dans Qui veut la peau de Roger Rabbit et sous la forme d'une topiaire située dans le jardin du château Disney dans le jeu Kingdom Hearts 2. Bien qu'ayant été créé par Disney, il apparaît dans le court-métrage des Color Rhapsodies : Les Porcs chanceux de Columbia Pictures.